# Cantó de Praissàs
El cantó de Praissàs és un cantó francès del departament d'Òlt i Garona, situat al districte d'Agen. Té 9 municipis i el cap és Praissàs.

## Municipis
- Corts
- Granges d'Òlt
- La Cepèda
- Launhac
- Lusinhan Petit
- Madalhan
- Montpesat
- Praissàs
- Sent Sardòs

## Història
| Data d'elecció                           | Identitat       | Partit           | Qualitat |
| ---------------------------------------- | --------------- | ---------------- | -------- |
| 1973-1979                                | M. Rebel        | PRG              |          |
| 1979-1982                                | Pierre Goudable | UDF              |          |
| 1992-                                    | Alain Merly     | UDF, després UMP |          |
| les dades anteriors no són pas conegudes |                 |                  |          |
|                                          |                 |                  |          |

## Demografia
| 1962  | 1968  | 1975  | 1982  | 1990  | 1999  | 2006  |
| ----- | ----- | ----- | ----- | ----- | ----- | ----- |
| 3.797 | 4.135 | 3.597 | 3.614 | 3.952 | 4.053 | 4.417 |